# Митроцереус
Митроцереус (лат. Mitrocereus) — монотипный род суккулентных растений семейства Кактусовые (Cactaceae) произрастающий на территории Мексики. На 2023 год, включает один вид — Mitrocereus militaris.

## Описание
Mitrocereus militaris — высокий кактус с цилиндрическими тёмно-зеленовато-серыми стеблями, достигающими высоты 5-6 метров и диаметра 12-15 см. На молодых стеблях растения насчитывается 5-7 рёбер, которые со временем увеличиваются до 9-11. Нецветущие ареолы расположены на расстоянии 5-10 мм друг от друга.
На кончике стебля находится цефалия, состоящая из плотно переплетённых щетинистых золотисто-жёлтых колючек. Цефалия вырастает на 10-15 см в год и с возрастом темнеет. Соцветие появляется внезапно и асимметрично на стебле. Цветки маленькие. Плоды продолговатой формы содержат всего от 10 до 20 семян.

## Распространение
Природный ареал находится в Юго-западной Мексике. Кроме того, этот вид был интродуцирован в Гондурасе. Растет в основном в сезонно засушливых тропических биомах.

## Таксономия
Mitrocereus (Backeb.) Backeb., первое упоминание в Cactaceae (Berlin) 1941(2): 77 (1942).

### Синонимы[3]
Гомотипные (основанные на одном и том же номенклатурном типе):
- Backebergia Bravo

### Виды
По данным сайта Plants of the World Online на 2023 год, род включает один подтверждённый вид:
- Mitrocereus militaris (Audot) Bravo

#### Синонимы (вида)[2]
Гомотипные (основанные на одном и том же номенклатурном типе):
- Backebergia militaris (Audot) Bravo ex Sánchez-Mej.
- Cephalocereus militaris (Audot) H.E.Moore
- Cereus militaris Audot
- Pachycereus militaris (Audot) D.R.Hunt

Гетеротипные (основанные на разных номенклатурных типах):
- Backebergia chrysomallus (Lem.) Bravo
- Cephalocereus chrysomallus (Hemsl.) K.Schum.
- Cereus chrysomallus (Lem.) Lem.
- Cereus militaris var. californicus K.Schum.
- Mitrocereus chrysomallus (Lem.) Backeb.
- Pachycereus chrysomallus (Hemsl.) Britton & Rose
- Pilocereus chrysomallus Lem.
- Pilocereus militaris Salm-Dyck